# Anic Lautenschlager
Anic Lautenschlager (* 8. Januar 1984 in Biel/Bienne) ist eine Schweizer Radiomoderatorin.

## Leben
Lautenschlager wuchs in Dietlikon, Biel/Bienne und Eschenbach LU auf. 2002 machte sie die Matura an der Kantonsschule. Ihre Medienkarriere startete sie als 19-Jährige 2002 bei Radio 3fach in Luzern, daneben studierte sie Gesellschafts- und Kommunikationswissenschaften an der Universität Luzern.
2006 wechselte sie zu Radio SRF Virus und moderiert seit 2011 bei Radio SRF 3. In den Jahren 2010, 2011, 2015 und 2018 gehörte sie jeweils zu dem Moderatorenteam der Spendenaktion Jeder Rappen zählt.
2015 moderierte sie zusammen mit Andi Rohrer und Robin Rehmann die TV-Sendung "Virus Voyage", in der sie aussergewöhnliche Menschen in der ganzen Schweiz porträtierten.
Seit 2018 ist sie gemeinsam mit Moderatorin Mona Vetsch für die inhaltlich-fachliche Weiterentwicklung des SRF3-Moderationsteams zuständig.
Lautenschlager ist verheiratet und lebt in Luzern. 2020 wurde sie Mutter eines Kindes. 2023 wurde sie ein zweites Mal Mutter eines Kindes.